# Eileen Collins
Eileen Marie Collins (* 19. November 1956 in Elmira, New York, USA) ist eine ehemalige US-amerikanische Astronautin. Sie war die erste Frau, die als Pilotin ein Space Shuttle flog.

## Biografie
Collins ist das zweite von insgesamt vier Kindern – zwei Jungen und zwei Mädchen – von Rose und James Collins, die in Elmira in einem alternativen Wohnprojekt engagiert waren, das teilweise aus staatlichen Mitteln finanziert wurde.
Während die Kinder die Grundschule (St. Patrick’s Catholic School) besuchten, arbeitete ihre Mutter tagsüber in der örtlichen Jugendhaftanstalt. Geld war knapp, und so musste Collins die High School wechseln. Von der privaten katholischen Notre Dame High School ging sie nach zwei Jahren auf die öffentliche Elmira Free Academy. Gleich nach ihrem Highschool-Abschluss 1974 nahm Collins ihr Studium am Corning Community College in Corning (New York) auf, das nur wenige Kilometer von Elmira entfernt ist. Mit öffentlichen Zuschüssen und Krediten finanzierte die Mutter das Studium ihrer Tochter. Nach ihrem Abschluss in Mathematik und Wissenschaft 1976 trat Collins in die US-Luftwaffe ein (es war das erste Jahr, dass Frauen als Piloten angenommen wurden). Diese bewilligte ihr ein Stipendium, mit dem sie sich an der privaten Syracuse University in Syracuse (New York) einschrieb. Collins studierte Mathematik und Wirtschaft, schloss 1978 mit einem Bachelor ab und nahm dann ihren Dienst in der Air Force auf.
Collins machte zunächst in Oklahoma auf der Vance Air Force Base ihren militärischen Pilotenschein. Sie war dort eine von nur vier Frauen unter 320 männlichen Flugschülern. Es folgten dort drei Jahre als Ausbilderin auf T-38-Schulungsflugzeugen. 1983 wurde sie nach Kalifornien versetzt, wo sie auf der Travis Air Force Base Langstreckentransportflugzeuge des Typs C-141 Starlifter befehligte und Fortbildungskurse gab. Dort lernte sie auch ihren Mann Patrick kennen, der auf der Luftwaffenbasis Travis ebenfalls als Ausbilder tätig war. 1987 heirateten beide in Colorado auf dem Campus der United States Air Force Academy (USAFA).
Als im Oktober 1983 bei einem Militärputsch auf der Karibikinsel Grenada Ministerpräsident Maurice Bishop ermordet wurde, landeten wenige Tage darauf Truppen der USA sowie sechs karibischer Staaten auf der Insel, um den Einfluss Kubas einzudämmen. Collins war bei dem „Operation Urgent Fury“ genannten Einsatz dabei, brachte mit ihrer C-141 Studenten und deren Familien außer Landes, und erhielt dafür auch eine Auszeichnung. 1985 nahm sie dann am Air Force Institute of Technology, das auf der Wright-Patterson Air Force Base nahe Dayton in Ohio untergebracht ist, ihr Studium wieder auf, kehrte jedoch schon bald an die Westküste zurück und machte 1986 ihren Master in Arbeitsforschung an der kalifornischen Stanford University. Zu der Zeit hatte sich Collins erstmals bei der NASA als Astronautin beworben. Als ihr Begehren abgewiesen wurde, ging sie an die USAFA nach Colorado Springs (Colorado). Dort nahm sie für drei Jahre eine Stelle als Assistenzprofessorin für Mathematik an und war auch Ausbilderin auf dem Schulungsflugzeug T-41 Mescalero. Zwischenzeitlich hatte sie selbst weiterhin die Schulbank gedrückt und 1989 an der katholischen Webster University in St. Louis (Missouri) den Master für Raumfahrtmanagement gemacht. Sie gab dann ihre Lehrtätigkeit auf und ließ sich ab Juli 1989 an der United States Air Force Test Pilot School (TPS) auf der Edwards Air Force Base in Kalifornien zur Testpilotin ausbilden. Sie bekam ihr Diplom ein Jahr darauf, im Juli 1990, als Klassenbeste, als sie bereits ihren Ausbildungsvertrag als Astronautin in der Tasche hatte. Da sie sich um ihre Jahrgangskollegen und später auch um ihre Crew buchstäblich wie eine „Mutter“ kümmerte, erhielt sie auf der TPS auch ihren Rufnamen als Pilotin und Spitznamen „Mom“.

## NASA-Tätigkeit

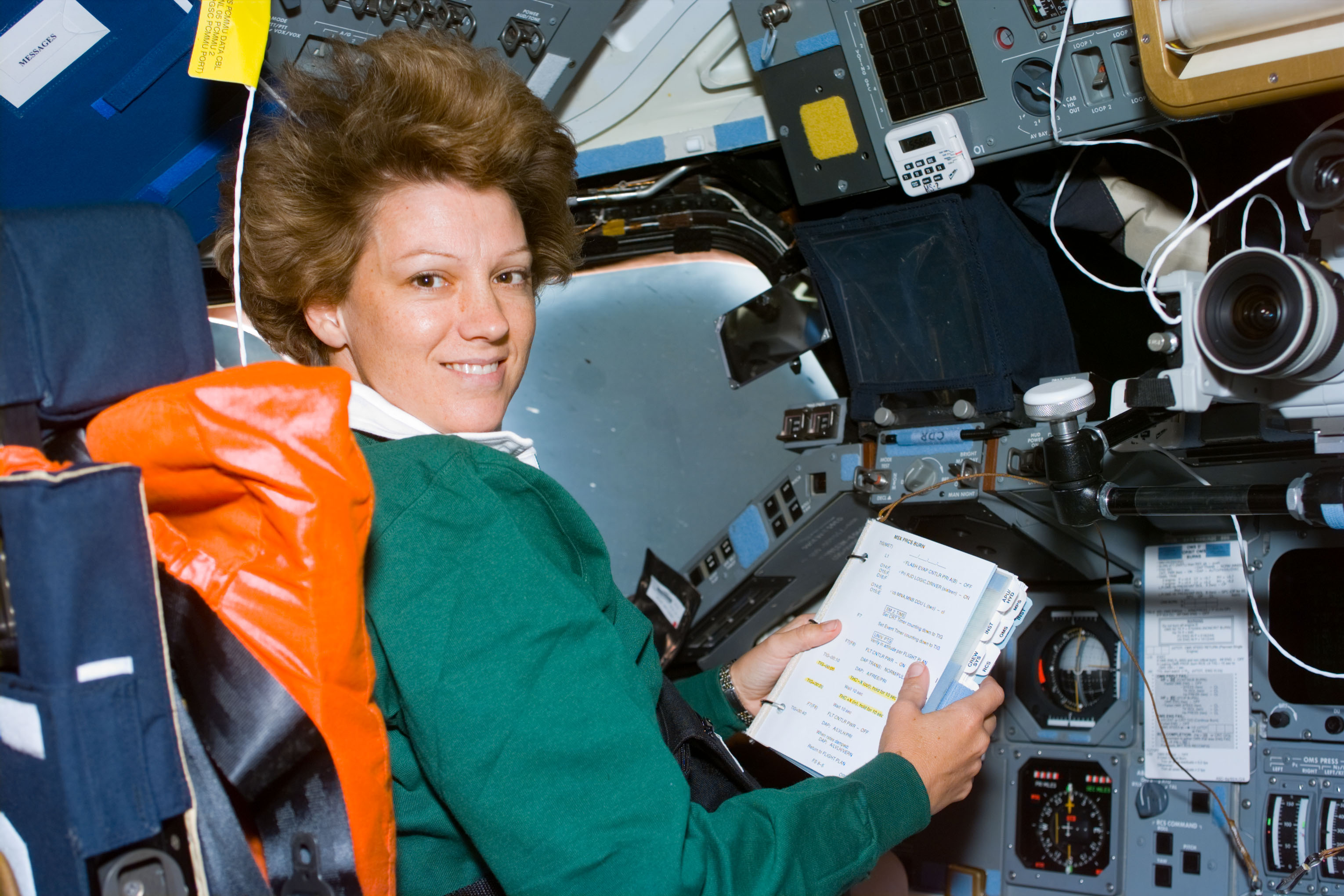
Collins 1999 an Bord des Space Shuttles Columbia

Seit Collins als Kind während der Sommermonate am nahegelegenen Harris Hill die Segelflieger beobachtete, war ihr Wunsch für die Fliegerei geweckt. Sie musste sich das Geld für die teuren Flugstunden selbst verdienen. Und so war sie bereits volljährig, als sie 1977 das nötige Geld durch nächtliches Jobben als Bedienung in einer Pizzeria zusammen hatte, um fliegen zu lernen – vormittags studierte sie am Corning Community College und nachmittags ging es auf den Flugplatz.
Stets nach weiteren fliegerischen Herausforderungen suchend, reichte Collins 1986 erstmals ihre Bewerbungsunterlagen bei der NASA als Shuttle-Pilotin ein. Im zweiten Versuch gelang ihr der Sprung in das Astronautenkader, und sie wurde Mitte Januar 1990 mit der 13. Gruppe vorgestellt. Sie war die einzige Frau unter den sieben Pilotenanwärtern. Überhaupt war sie die erste Shuttlepilotin, die die NASA ausgewählt hat. (Seit 1978 ist das Astronautenkorps gemischt, bislang waren Frauen lediglich als Missionsspezialistinnen akzeptiert worden).
Der einjährige Grundlehrgang war im Juli 1991 abgeschlossen und Collins zunächst in der Abteilung für Raumfährentechnik am Johnson Space Center tätig. Danach unterstützte sie die Shuttle-Besatzungen während der Vorbereitungen auf den Start.
Im September 1993 wurde sie für ihren ersten Raumflug aufgestellt. Sie war die erste Frau auf dem Pilotensitz eines Space Shuttle, als mit STS-63 ein neuer Abschnitt in der US-amerikanisch-russischen Zusammenarbeit im All begann. Die Discovery steuerte im Februar 1995 als erste Raumfähre die Raumstation Mir an. Collins und ihr Kommandant Jim Wetherbee navigierten den Orbiter am vierten Flugtag bis auf elf Meter an die Station heran und hielten diese Position für zehn Minuten. Im weiteren Verlauf unternahmen zwei Besatzungsmitglieder einen Weltraumausstieg (EVA): Als Bernard Harris (erster Afroamerikaner bei einer EVA) und Mike Foale (erster Brite bei einem Spaziergang) für viereinhalb Stunden in der Nutzlastbucht arbeiteten, koordinierte Collins die EVA vom Cockpit aus.
Unterbrochen von einem Mutterschaftsurlaub, war Collins anschließend bis zu ihrer nächsten Nominierung als Verbindungssprecherin (CapCom) in der Einsatzleitung in Houston tätig.
Mitte Juli 1996 wurde Eileen Collins als Pilotin für STS-84 ernannt. Es war die sechste Kopplungsmission im Rahmen des Shuttle-Mir-Programms. Die Atlantis brach am 15. Mai 1997 zur Mir-Station auf. Nach dem Docken wurden mehrere Tonnen an Ausrüstung und Experimenten in die russische Raumstation gebracht. Außerdem wurde ein Mannschaftswechsel vorgenommen. Astronaut Jerry Linenger wurde nach vier Monaten abgelöst und kehrte mit dem Shuttle zur Erde zurück. Seinen Platz nahm Mike Foale ein. Nach neun Tagen ging die Mission STS-84 am 24. Mai zu Ende.
Ab August 1997 leitete Collins für ein halbes Jahr die Abteilung für Raumfahrzeugsysteme des Astronautenbüros.
Als Eileen Collins im März 1998 ihr erstes eigenes Kommando übertragen wurde, war das ein Medienereignis. Hillary Clinton, die Gattin des US-Präsidenten, erklärte im Weißen Haus vor Reportern, dass Collins die Mission STS-93 leiten werde. Hauptaufgabe des im Juli 1999 durchgeführten Unternehmens, war das Aussetzen des Röntgenteleskops AXAF (Advanced X-ray Astrophysics Facility), das bereits vor dem Start den Namen Chandra erhielt, zu Ehren des Physikers Subrahmanyan Chandrasekhar, der 1983 für seine Theorie der Sternentwicklung den Physiknobelpreis erhalten hatte.
Collins war dann Kommandantin des Space-Shuttle-Fluges STS-114, dem ersten Flug nach der Columbia-Katastrophe. Als Collins im August 2001 für diese Mission ausgewählt wurde, war der Start für November 2002 vorgesehen gewesen. Damals ahnte niemand, dass dieser Flug die Wiederaufnahme des Shuttleflug-Betriebes bedeuten sollte. Der Missionsauftrag war während des Trainings modifiziert worden, die Kernbesatzung blieb unverändert. Ursprünglich war STS-114 als reiner Logistikflug geplant, der die ISS-Expedition 7 zur Internationalen Raumstation (ISS) und die sechste Stammbesatzung zurück zur Erde bringen sollte. Als STS-114 am 26. Juli 2005 zur ISS aufbrach, war der Mannschaftswechsel aus dem Flugplan gestrichen worden und der Test der in den zurückliegenden zweieinhalb Jahren vorgenommenen Veränderungen am Shuttle-System stand im Vordergrund.

## Nach der NASA
Am 1. Mai 2006 teilte die NASA mit, Collins verlasse die Weltraumbehörde. Die Astronautin wolle künftig „privaten Interessen nachgehen und mehr Zeit mit ihrer Familie verbringen“.
Am 24. Februar 2009 gab die IT-Firma GB Tech bekannt, dass Eileen Collins als Programm-Managerin eingestellt würde. Sie wird ein Team leiten, dessen Aufgabe es ist, den ITAMS-Auftrag der NASA (ITAMS: Information Technology and
Multimedia Services) für GB Tech zu gewinnen und umzusetzen.
Am 20. April 2013 wurde Collins als offizielles Mitglied in die Astronaut Hall of Fame aufgenommen.

## Privates
Collins ist verheiratet und hat eine Tochter und einen Sohn.

## Belege
- Kurzbiografie von Eileen Collins bei spacefacts.de
- NASA-Biografie von Eileen Collins (englisch; PDF)
- Biografie von Eileen Collins in der Encyclopedia Astronautica (englisch)